# Тарнувка (гміна)
Гміна Тарнувка (пол. Gmina Tarnówka) — сільська гміна у північно-західній Польщі. Належить до Злотовського повіту Великопольського воєводства.
Станом на 31 грудня 2011 у гміні проживало 3126 осіб.

## Територія
Згідно з даними за 2007 рік площа гміни становила 132.23 км², у тому числі:
- орні землі: 45.00%
- ліси: 48.00%

Таким чином, площа гміни становить 7.96% площі повіту.

## Населення
Станом на 31 грудня 2011:
| Опис     | Загалом | Загалом | Чоловіки | Чоловіки | Жінки | Жінки |
| -------- | ------- | ------- | -------- | -------- | ----- | ----- |
| одиниця  | осіб    | %       | осіб     | %        | осіб  | %     |
| все      | 3126    | 100     | 1590     | 50.86    | 1536  | 49.14 |
| міське   | 0       | 100     | 0        |          | 0     |       |
| сільське | 3126    | 100     | 1590     | 50.86    | 1536  | 49.14 |

## Сусідні гміни
Гміна Тарнувка межує з такими гмінами: Злотув, Краєнка, Шидлово, Ястрове.